# هیث (ماساچوست)
هیث(به انگلیسی: Heath) شهرکی در شهرستان فرانکلین ایالت ماساچوست می‌باشد که در سال ۱۷۸۵ بنیان‌گذاری شده‌است. این شهرک در سرشماری سال ۲۰۱۰ میلادی، ۷۰۶ نفر جمعیت داشته‌است.